# Microrregión de Nova Venécia
La microrregión de Nova Venécia es una de las  microrregiones del estado brasileño del Espírito Santo perteneciente a la mesorregión  Noroeste Espírito-Santense. Su población fue estimada en 2006 por el IBGE en 120.744 habitantes y está dividida en seis municipios. Posee un área total de 3.656,451 km².

## Municipios
- Águia Branca
- Boa Esperança
- Nova Venécia
- São Gabriel da Palha
- Vila Pavão
- Vila Valério

- Datos: Q2718768